# Релігія в Словаччині
Основною релігією Словаччини є католицизм. Словацька конституція гарантує свободу віросповідання. В цілому Словаччина є досить релігійною країною (77 % населення), особливо в порівнянні з сусідньою Чехією.
Більшість віруючих в Словаччині (62 %) — католики. Країна розділена на 8 дієцезій, в тому числі 3 архидієцезії. Є також греко-католики (4,1 %). Друга за величиною група — протестанти (10,8 % , лютерани (головним чином словаки) і реформати (головним чином угорці)).
Православ'я (0,9 %) поширене, в основному, серед русин і їх нащадків на північному сході країни. У Словаччині проживає 50 000 православних і знаходиться 125 храмів і 105 православних парафій.
До решти конфесій належать близько 1,1 % населення країни. Близько 2 300 євреїв залишилося від довоєнного єврейського населення Словаччини, що нараховувало приблизно 120 000. По всій території країни серед населення переважають католики, крім двох районів — в районі Миява переважають лютерани, а в районі Свидник греко-католики.
13,7 % назвали себе атеїстами.
У Словаччині проживають від 4 до 5 тисяч мусульман, але при цьому в країні немає жодної мечеті.

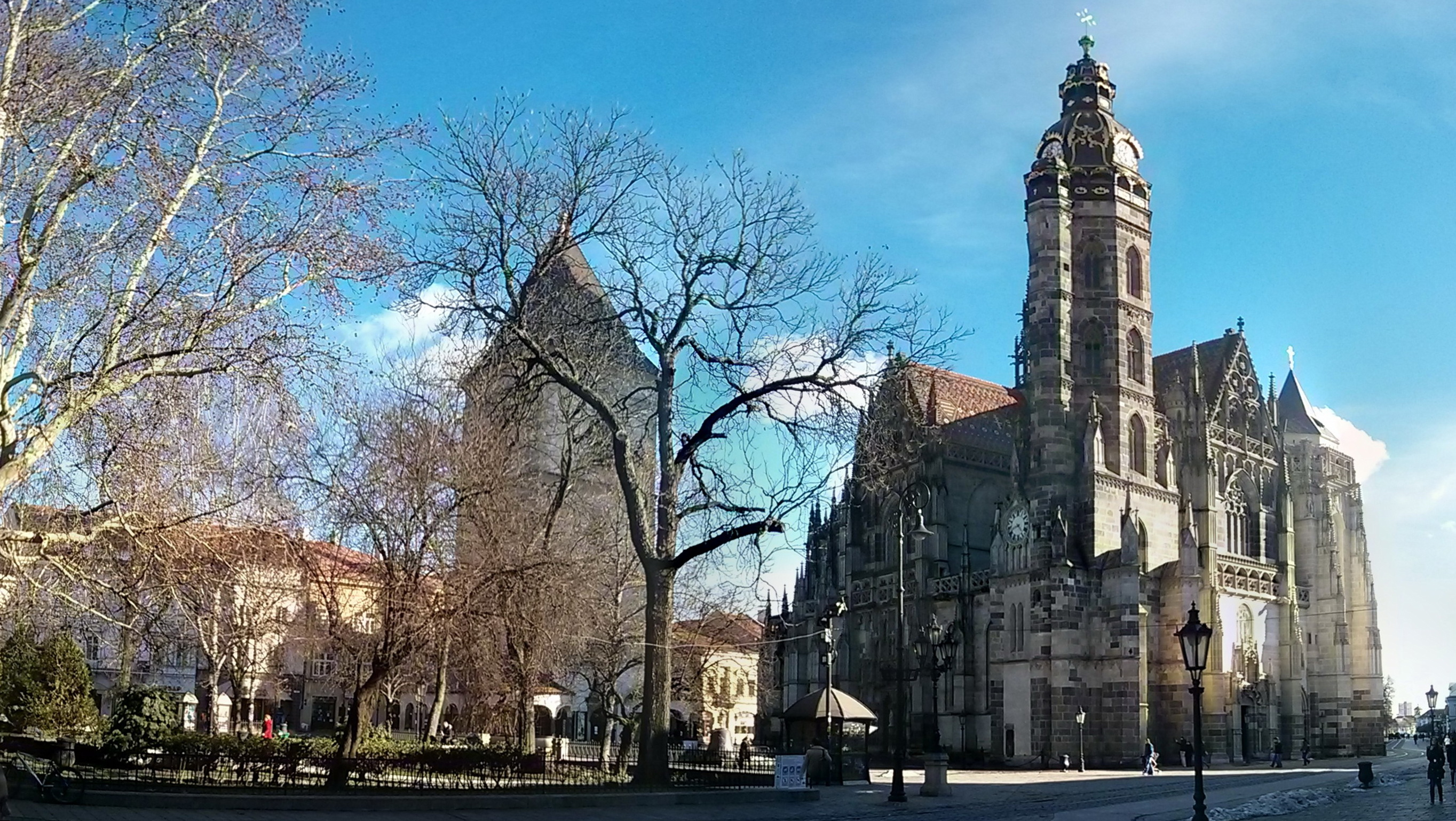
Готичний собор у Кошицях

## Статистика
| Конфесія                                                      | Населення | %      |
| ------------------------------------------------------------- | --------- | ------ |
| Католицька церква у Словаччині                                | 3,347,277 | 62.0 % |
|                                                               |           |        |
| Євангельська церква Аугсбургского віросповідання в Словаччині | 372,858   | 5.9 %  |
|                                                               |           |        |
| Словацька греко-католицька церква                             | 206,871   | 3.8 %  |
|                                                               |           |        |
| Кальвіністська церква                                         | 98,797    | 1.8 %  |
|                                                               |           |        |
| Православна церква Чеських земель і Словаччини                | 49,133    | 0.9 %  |
|                                                               |           |        |
| Свідки Єгови                                                  | 17,222    | 0.3 %  |
|                                                               |           |        |
| Методизм                                                      | 10,328    | 0.2 %  |
|                                                               |           |        |
| Не вказано                                                    | 571,437   | 10.6 % |
|                                                               |           |        |
| Атеїзм і нерелігійні                                          | 725,362   | 13.4 % |
|                                                               |           |        |
| Джерело: Перепис населення 2011                               |           |        |